# Антун Блажић
Антун Блажић (Глобочец, код Лудбрега, 28. мај 1916 — Марушевец, код Вараждина, 20. септембар 1943) био је учесник Народноослободилачке борбе и народни херој Југославије.

## Биографија
Рођен је 28. маја 1916. године у Глобочцу код Лудбрега. Пре Другог светског рата бавио се земљорадњом. Као левичар, за време Краљевине Југославије припадао је Удруженој опозицији. Нешто пре рата постао је симпатизер Комунистичке партије Југославије (КПЈ), а фебруара 1941. и њен члан.
Након окупације Југославије, био је један од организатора устанка у лудбрешком крају и на Калнику. Када је у лето 1941. године формирана прва партизанска група у његовом крају, Блажић је постао њен борац. Истакао се у нападу на посаду домобрана у месту Велико Тројство, када је група ликвидирала стражара и разоружала посаду. Учествовао је и у акцији против усташа у Мартијанцу, 1942. године учествује у уништавању Францетићеве Црне легије, а јесени исте године са два друга је напао жандармеријску станицу.
Био је помоћник политичког комесара одреда, а 1943. године постао је члан Окружног комитета Комунистичке партије Хрватске за Вараждин. Средином 1943. године, као члан ОК КПХ за Вараждин, формирао је ударне групе у Кузминцу, Хржени, Сеговини, те Великом Буковцу у лудбрешком крају. Нешто касније, са групом другова прешао је Драву и у Међимурју напао жандармеријску станицу. Затим се вратио у Загорје и у котару Вараждин се укључио у организацију партизанских група. Био је већник Земаљског антифашистичког већа народног ослобођења Хрватске (ЗАВНОХ).
Једног дана у септембру 1943. године, напале су га усташе у селу Марушевцу и раниле. Након што је потрошио муницију, убио се последњим метком да не би жив пао непријатељу у руке.
Указом Президијума Народне скупштине ФНР Југославије 5. јула 1951. проглашен је за народног хероја.